# Pyrgomorpha conica
Pyrgomorpha conica is een rechtvleugelig insect uit de familie Pyrgomorphidae. De wetenschappelijke naam van deze soort is voor het eerst geldig gepubliceerd in 1791 door Olivier.